# Spiritus mundi
Spiritus mundi is een studioalbum van Nad Sylvan.

## Inleiding
Sylvan was eigenlijk het hele jaar onderweg met optredens met de muziekgroep rondom Steve Hackett. Hij zong daarbij werk van Hackett, maar ook moest hij de teksten van de albums uit de jaren zeventig van Genesis uit het hoofd leren; Hackett voerde die albums tijdens concerten integraal uit. In 2020 kwam alles stil te liggen vanwege de coronapandemie en Sylvan kwam net als de andere leden van die band thuis te zitten. Hij begon een nieuwe samenwerking met Andrew Laitres van The Winter Tree, waarmee hij samen had gewerkt aan The lake isle of Innisfree. Ze maakten toen samen muziek bij deze tekst van William Butler Yeats. Dit resulteerde in die samenwerking in 2020 waarbij ze beiden in hun eigen geluidsstudio tot een album probeerden te komen. Opnamen in Zweden (Sylvan) en Vermont (Laitres) leiden tot wat Sylvan een Cat Stevens-achtig album noemde. Het is binnen het genre singer-songwriter met een vleugje progressieve rock.
Sylvan vond inbreng van Laitres dermate groot, dat hij ook diens naam op de hoes wilde hebben, contractuele verplichtingen zorgden er voor dat alleen hij werd vermeld. Sylvan beschouwd het album gezien het gezamenlijk thema als conceptalbum. Nadat het album af was, moest hij nog wel met de tracks schuiven. Sommige leken te veel op elkaar om ze achter elkaar te zetten. Bij de elpeeversie sneuvelde de track The fisherman; het was nodig om de geluidskwaliteit op peil te houden. Levin en De Maio ontmoette hij en passant, hij stuurde ze een verzoek en binnen de kortste keren kreeg hij de opnamen terug om ze in te passen.
Na release van het album en pandemie kwamen tournees van Steve Hackett weer op gang. Sylvan had toch al bedenkingen om zijn eigen muziek naar het podium te brengen; hij vond het (te) riskant en had voldoende werk met Hackett.

## Musici
Alle musici namen hun aandeel op in hun eigen geluidsstudio op:
- Nad Sylvan – zang, gitaar, basgitaar, toetsinstrumenten, drumsstel
- Andrew Laitres – zang, achtergrondzang, gitaar, toetsinstrumenten, baspedalen, percussie

Met
- Tony Levin – basgitaar (tracks 1, 2, 3, 10)
- Mirkko De Maio – drumstel, percussie (tracks 1, 3, 7, 10)
- Kiwi Te Kanna – fluit, hobo (tracks 6, 8)
- Neil Whitford – gitaar (tracks 7, 9)
- Jonas Reingold – basgitaar (track 7)
- Steve Piggot – elektrisch gitaar (track 9)
- Steve Hackett – gitaar (track 11)

## Muziek
Alle muziek van Sylvan en Laitres; teksten van Yeats

| Nr. | Titel                            | Duur |
| --- | -------------------------------- | ---- |
| 1.  | The second coming                | 6:58 |
| 2.  | Sailing to Byzantium             | 6:39 |
| 3.  | Cap and bells                    | 4:47 |
| 4.  | The realists                     | 2:16 |
| 5.  | The stolen child                 | 4:58 |
| 6.  | To an isle in the water          | 4:36 |
| 7.  | The hawk                         | 4:09 |
| 8.  | The witch and the mermaid        | 1:57 |
| 9.  | The fisherman                    | 5;28 |
| 10. | You’ve got to find a way         | 5:53 |
| 11. | To a child dancing in the wind   | 5:07 |
| 12. | The hawk (verborgen track, demo) | 4:01 |